# Rafał Kuchta (pływak)
Rafał Kuchta (ur. 2 listopada 1986 w Tychach) – polski pływak. Od urodzenia mieszkał w Katowicach. Ukończył studia na Uniwersytecie Louisville w Stanach Zjednoczonych, którego barwy reprezentował jako zawodnik. W maju 2010 roku zakończył karierę pływacką.
Wcześniejsze kluby: MKS Pałac Młodzieży Katowice (1994–1996), UKS „Kusy” Chorzów (1996–2001), SMS Kraków (2001–2004), AZS-AWF Katowice (2004–2005), AZS-AWF Warszawa (2005–2007), Cardinal Aquatics (USA) (2007–2010). Miał też swój epizod w szwedzkim klubie SKK Stockholm (2007–2008). Od 2007 r. reprezentował jednocześnie barwy warszawskiego AZS-AWF, Cardinal Aquatics, jak i University of Louisville.

## Sukcesy
- wielokrotny reprezentant polskiej kadry pływackiej, uczestniczył w zawodach międzynarodowych m.in. w Szwajcarii, Portugalii, Czechach i na Węgrzech. Został powołany także na zgrupowanie kadry olimpijskiej w Południowej Afryce, 2005
- medalista Mistrzostw Polski juniorów i seniorów: 1 złoto, 11 srebrnych medali i 10 brązowych
- wielokrotny mistrz Śląska
- trzykrotny srebrny medalista Mistrzostw Szwecji (2007, 2008)
- medalista Konferencji Big East (2007,2010)- USA
- zdobywca prestiżowego tytułu „ALL-American”, przyznawanego najlepszym 16 zawodnikom w amerykańskiej lidze NCAA (2008)
- kilkakrotny finalista Mistrzostw USA (2007, 2008, 2009)
- piąte miejsce w Mistrzostwach Europy Juniorów w Portugalii (2004)